# Mattias Moström
Mattias Kent Moström, född 25 februari 1983 i stadsdelen Råsunda i Solna kommun, är en svensk fotbollsspelare som spelade större delen av sin karriär i den norska klubben Molde FK. Han är den utländska spelare som har spelat flest matcher för Molde FK.

## Karriär
Moström började sin karriär i AIK som sjuåring. Han vann 1993 Sankt Erikscupen med deras P83-lag. Under säsongen 2000 fick han debutera i landslaget. Efter elva säsonger som ungdomsspelare i klubben var det dags för seniorspel och debuten ägde rum i FC Café Opera, dit han hade lånats ut.
Efter ett par säsonger i FC Café Opera återvände Moström till AIK. Han debuterade för dem den 4 april 2004, när han i den 65:e minuten blev inbytt i en match som slutade med 1–0-seger. Sitt första mål för klubben gjorde han den 23 maj 2004 i en 0–1-bortavinst mot Landskrona BoIS.
Moström skrev 2007 på ett treårskontrakt med norska Molde FK som inför säsongen hade blivit nedflyttade till Adeccoligan. Han debuterade för klubben den 9 april 2007 i en 2–3-bortaseger mot Sogndal IL. Klubben återvände under hans debutsäsong till högsta divisionen. Han gjorde sin debut i Tippeligaen den 30 mars 2008 i en 0–0-match mot Stabaek IF. Under hans tid i klubben har de vunnit Tippeligaen 2011 samt 2012. Han gjorde det första målet i Tippeligaen säsongen 2013, när han gjorde 1–0-målet i matchen mot Viking Stavanger som dock slutade med 1–2-förlust för Molde.
Moström skrev i juli 2011 på för Kalmar FF, ett kontrakt som skulle börja gälla 1 januari 2012. Han valde dock att bryta kontraktet i augusti 2011 och istället förlänga sitt kontrakt med Molde. I juli 2014 förlängde han sitt kontrakt med Molde fram över säsongen 2016. I januari 2020 förlängde Moström sitt kontrakt med ett år. I januari 2021 meddelade Moström att han avslutade sin fotbollskarriär.